# Хан Бён-Чхоль
Хан Бён-Чхоль (иногда ошибочно Бюн Чхоль Хан и Бьюн Чул Хан) — философ и теоретик культуры. Был профессором Берлинского университета искусств и до сих пор периодически читает там курсы.
Родился в Южной Корее, много лет живёт и работает в Германии.

## Биография
Хан Бён-Чхоль изучал металлургию в Корейском университете в Сеуле, а затем в 1980-х годах переехал в Германию, чтобы изучать философию, немецкую литературу и католическую теологию во Фрайбурге-им-Брайсгау и Мюнхене. В 1994 году получил докторскую степень во Фрайбурге, защитив диссертацию по Мартину Хайдеггеру.
В 2000 году он поступил на факультет философии Базельского университета, где получил хабилитацию. В 2010 году он стал преподавателем Университета искусств и дизайна Карлсруэ, где его областями интересов были философия XVIII, XIX и XX веков, этика, социальная философия, феноменология, теория культуры, эстетика, религия, теория медиа и межкультурная философия. С 2012 по 2017 год преподавал философию и культурологию в Университете искусств Берлина (UdK), где руководил недавно созданной программой общего образования Studium generale.

## Философия
Большинство работ автора посвящены критике современного западного общества: погоне за достижениями, выгорании, видимой свободе и скрытом рабстве и недостатке активного образа жизни.

## Публикации
Бён Чхоль Хан — автор более двадцати книг.
На русский переведены некоторые из них:
- «Агония эроса»;
- «Общество усталости»;
- «Аромат времени»;
- «Топология насилия»:
  - Хан, Бён-Чхоль. Топология насилия. Критика общества позитивности позднего модерна / Бён-Чхоль Хан ; [перевод с немецкого С.О. Мухамеджанова]. — Москва : Издательство АСТ, 2024. — 192 с. — (Smart). — ISBN 978-5-17-155750-8